# Scalopinae
Los escalopinos (Scalopinae), también conocidos como "topos del Nuevo Mundo", son una de las tres subfamilias de la familia de los tálpidos, compuesta por los topos y animales similares. Las otras dos subfamilias son los talpinos (o "topos del Viejo Mundo") y los uropsilinos (los topos musaraña).
En Norteamérica se los puede encontrar a casi cualquier lugar donde el suelo y las otras condiciones lo permitan, excepto en el norte del Canadá y hacia el sur de las áreas de Nuevo México donde el suelo no es demasiado arenoso.
- Datos: Q756938
- Multimedia: Scalopinae / Q756938
- Especies: Scalopinae